# Mr. Self Destruct
Mr. Self Destruct (укр. Містер Саморуйнування) — пісня американської індастріал-рок-групи Nine Inch Nails, що відкриває альбом The Downward Spiral. Написана і спродюсована фронтменом групи Трентом Резнором за участі Марка Елліса.
Отримавши позитивні відгуки від музичних критиків, пісня дала назву концертного туру NIN в підтримку альбому. П'ять реміксів на пісню «Mr. Self Destruct» увійшло в ремікс-альбом Further Down the Spiral, виданий в 1995 році; в 1996 році один з реміксів пісні був з дозволу Резнора використаний режисером Девідом Фінчером для реклами Levi's.

## Історія запису
Перші ідеї для пісні були задумані після виступу гурту на фестивалі Lollapalooza в 1991 році. Робота над піснею почалась після завершення міні-альбому Broken (1992), коли Резнор написав коротку поему. Згодом вірш став прототипом «Mr. Self Destruct», там само як й інші пісні.

## Кавер-версії
- в 2012 сладж-метал гурт The Lion's Daughter записав версію «Mr. Self Destruct» для свого дебютного альбому Shame On Us All.